# Liste der Staatsoberhäupter des Libanon
Nach einer ungeschriebenen Regel aus dem 1943 geschlossenen Nationalen Pakt muss der Staatspräsident ein maronitischer Christ sein.
Siehe auch: Liste der Premierminister des Libanon, Geschichte des Libanon

## Vor der Unabhängigkeit
| Name                    | Beginn der Amtszeit | Ende der Amtszeit  | Religionszugehörigkeit |
| ----------------------- | ------------------- | ------------------ | ---------------------- |
| Charles Debbas          | 26. Mai 1926        | 1. Januar 1934     | Griechisch-Orthodox    |
| Habib Pacha es-Saad     | 30. Januar 1934     | 20. Januar 1936    | Maronit                |
| Émile Eddé              | 20. Januar 1936     | 4. April 1941      | Maronit                |
| Alfred Georges Naccache | 9. April 1941       | 18. März 1943      | Maronit                |
| Ayub Thabit             | 18. März 1943       | 21. Juli 1943      | Protestant             |
| Petro Trad              | 22. Juli 1943       | 21. September 1943 | Griechisch-Orthodox    |
| Émile Eddé              | 21. September 1943  | 22. November 1943  | Maronit                |

## Nach der Unabhängigkeit (22. November 1943)
| Name               | Beginn der Amtszeit | Ende der Amtszeit  | Religionszugehörigkeit | Bemerkungen |
| ------------------ | ------------------- | ------------------ | ---------------------- | --- |
| Béchara el-Khoury  | 22. November 1943   | 19. September 1952 | Maronit                | - |
| Camille Chamoun    | 23. September 1952  | 22. September 1958 | Maronit                | - |
| Fuad Schihab       | 22. September 1958  | 22. September 1964 | Maronit                | - |
| Charles Helou      | 23. September 1964  | 22. September 1970 | Maronit                | - |
| Soleimane Frangié  | 23. September 1970  | 22. September 1976 | Maronit                | - |
| Elias Sarkis       | 23. September 1976  | 22. September 1982 | Maronit                | - |
| Béchir Gemayel     | 23. August 1982     | 14. September 1982 | Maronit                | ermordet |
| Amine Gemayel      | 21. September 1982  | 22. September 1988 | Maronit                | - |
| Michel Aoun        | 23. September 1988  | 5. Oktober 1989    | Maronit                | Gegen-Premierminister und somit Interimspräsident, danach Gegen-Präsident bis 13. Oktober 1990 (nicht landesweit anerkannt) |
| René Moawad        | 5. Oktober 1989     | 22. November 1989  | Maronit                | ermordet |
| Elias Hraoui       | 24. November 1989   | 22. November 1998  | Maronit                | - |
| Émile Lahoud       | 24. November 1998   | 23. November 2007  | Maronit                | - |
| Michel Sulaiman    | 25. Mai 2008        | 24. Mai 2014       | Maronit                | - |
| Michel Aoun        | 31. Oktober 2016    | 31. Oktober 2022   | Maronit                | - |
| Joseph Khalil Aoun | 9. Januar 2025      | amtierend          | Maronit                | - |